# ولید الجحدلی
ولید عبد ربه الجحدلی (عربی: وليد عبدربه جحدلي؛ زادهٔ ۱ ژوئن ۱۹۸۲) یک ورزشکار اهل عربستان سعودی است.
از باشگاه‌هایی که در آن بازی کرده‌است می‌توان به باشگاه فوتبال الشباب عربستان سعودی، باشگاه فوتبال الاهلی عربستان سعودی، و تیم ملی فوتبال عربستان سعودی اشاره کرد.
وی همچنین در تیم ملی فوتبال عربستان سعودی بازی کرده است.